# Christina Calayca
 (août 2023).
La mise en forme du texte ne suit pas les recommandations de Wikipédia : il faut le « wikifier ».
Les points d'amélioration suivants sont les cas les plus fréquents. Le détail des points à revoir est peut-être précisé sur la page de discussion.
- Les titres sont pré-formatés par le logiciel. Ils ne sont ni en capitales, ni en gras.
- Le texte ne doit pas être écrit en capitales (les noms de famille non plus), ni en gras, ni en italique, ni en « petit »…
- Le gras n'est utilisé que pour surligner le titre de l'article dans l'introduction, une seule fois.
- L'italique est rarement utilisé : mots en langue étrangère, titres d'œuvres, noms de bateaux, etc.
- Les citations ne sont pas en italique mais en corps de texte normal. Elles sont entourées par des guillemets français : « et ».
- Les listes à puces sont à éviter, des paragraphes rédigés étant largement préférés. Les tableaux sont à réserver à la présentation de données structurées (résultats, etc.).
- Les appels de note de bas de page (petits chiffres en exposant, introduits par l'outil «  Source ») sont à placer entre la fin de phrase et le point final[comme ça].
- Les liens internes (vers d'autres articles de Wikipédia) sont à choisir avec parcimonie. Créez des liens vers des articles approfondissant le sujet. Les termes génériques sans rapport avec le sujet sont à éviter, ainsi que les répétitions de liens vers un même terme.
- Les liens externes sont à placer uniquement dans une section « Liens externes », à la fin de l'article. Ces liens sont à choisir avec parcimonie suivant les règles définies. Si un lien sert de source à l'article, son insertion dans le texte est à faire par les notes de bas de page.
- La présentation des références doit suivre les conventions bibliographiques. Il est recommandé d'utiliser les modèles {{Ouvrage}}, {{Chapitre}}, {{Article}}, {{Lien web}} et/ou {{Bibliographie}}. Le mode d'édition visuel peut mettre en forme automatiquement les références.
- Insérer une infobox (cadre d'informations à droite) n'est pas obligatoire pour parachever la mise en page.

Pour une aide détaillée, merci de consulter Aide:Wikification.
Si vous pensez que ces points ont été résolus, vous pouvez retirer ce bandeau et améliorer la mise en forme d'un autre article.
 (août 2023).
Christina Calayca (née le 19 décembre 1986) était une jeune canadienne d'origine philippine ayant disparu le 6 août 2007 dans le Rainbow Falls Provincial Park, dans la province d'Ontario, au Canada. Le lieu où elle se trouvait et les circonstances qui entourent sa disparition reste inconnus encore aujourd'hui.

## Contexte
Christina Calayca est née le 19 décembre 1986 de Elizabeth Rutledge et Mario Calayca, qui divorcent lorsqu'elle a 1 an. Sa mère, philippino-canadienne, immigre au Canada en 1980 depuis Mindanao dans les Philippines,. Christina n'a jamais été aux Philippines, mais sa mère a dans l'idée d'organiser un voyage avec elle. Elle a un petit frère, Michael Rutledge, âgé de 15 ans lors de sa disparition. Christina est élevée comme une fervente catholique et, selon sa mère, elle commence à prier dès l'âge de 1 an. À l'été 2007, Christina vit à Toronto, dans le quartier de Cabbagetown, et travaille 9 heures par jour dans un centre de loisirs organisé par la garderie St. Bernadette's Day Care, juste à côté de l'école catholique D'Arcy McGee. Avant sa disparition, elle est inscrite au George Brown College et obtient un diplôme en éducation de la petite enfance en 2006. Christina donne environ la moitié de son salaire à sa mère, lui permettant d'arrêter plusieurs petits boulots pour se concentrer sur sa carrière de conseillère financière indépendante. Les enquêteurs pensent que Christina n'a pas de relation amoureuse au moment de sa disparition en août 2007.
Les déclarations de sa famille décrivent Christina comme une travailleuse acharnée et un leader naturel, avec pour ambition d'aller en missionnaire chrétien aux Philippines, et de partir avec sa famille en vacances au Panama avant de suivre des cours à l'École normale de l'université d'York. Elle occupe un poste de direction dans un groupe de jeunes affilié à l'église, Youth for Christ, et est responsable de l'organisation de l'une de ses plus grandes conférences. Elle consacre également un nombre significatif d'heures de bénévolat dans un groupe de jeunesse. Il est également constaté que Christina a une très mauvaise perception de l'espace, du sens de l'orientation et de l'équilibre. Avant sa disparition, elle fait partie d'un groupe de randonnée qui s'est perdu sur le sentier de Seaton Hiking, près d'Oshawa. Les membres de sa famille indiquent également que Christina a un certain nombre de phobie, notamment des araignées et rongeurs, qu'elle a l'habitude de jeûner mais mange de tout et facilement, des traits de caractère qui, selon sa mère, lui permettraient de survivre dans la nature. Elle souffre également d'une callosité enflammée des années auparavant après avoir marché sur une aiguille par accident et ne l'avoir pas faite enlever immédiatement, ce qui a permis à l'aiguille de s'incruster dans son pied et de laisser une blessure durable qui rend douloureux le fait de courir ou de rester debout pendant de longues périodes de temps. En raison de cette blessure, Christina se maintient en forme en faisant du volley-ball et occasionnellement du jogging.
Au moment de sa disparition, Christina pèse entre 56 kg et 59 kg, et mesure environ 1,57 m,. Elle a les yeux marron, des cheveux bouclés noirs à longueur d'épaule avec des mèches orange dans la frange. Son teint est décrit comme étant celui d'une personne originaire de l'Asie de l'Est. Les enquêteurs notent qu'elle est en bonne santé mais en mauvaise condition physique lors de sa disparition.

## Disparition

### Les préparatifs
Avant le jour férié Civic Holiday, le premier lundi d'août 2007, Christina a l'intention de participer à une conférence de jeunes qui a lieu à Montréal, mais le voyage est trop cher. Plutôt que d'assister à la conférence, Christina et trois de ses amis (son cousin Faith Castulo (20 ans), et deux amis du groupe Youth of Christ, Edward « Eddy » Migue (20 ans) et Joe « J.B. » Benedict (19 ans)) décident d'aller camper au Rainbow Falls Provincial Park dans le nord-ouest de l'Ontario pour ce weekend prolongé,.
Le parc provincial couvre une superficie d'environ 575 hectares et se situe sur la Route 17, entre les villes de Schreiber et Rossport. Il existe deux zones de camping dans le parc : le camping principal de Whitesand Lank, situé à moins d'1 km des portes du parc, et le camping de Rossport, situé à 3 km à l'ouest, le long de la route transcanadienne. Chaque camping est équipé d'un brasero, mais toutes les autres commodités, dont les douches, sont situées au poste de confort central. La plupart des sentiers de randonnées de cette zone sont courts, d'environ 3 km, à l'exception de la randonnée Casque Isles de 53 km, qui traverse le parc et s'étend de Rossport à Terrace Bay. Le parc est décrit par les enquêteurs comme « l'une des zones les plus accidentées » de la province,, puisque en dehors des sentiers établis, la zone est couverte de buissons épais et de falaises jusqu'à 240 mètres de haut.
Aucun des quatre participants au voyage n'est un campeur expérimenté et aucun d'entre eux n'est allé plus au nord que Thunder Bay,. Bien qu'ils aient suffisamment planifié le voyage pour que Christina informe ses collègues de travail de l'endroit où elle se rend, elle ne pas dit à sa mère quelle est leur destination exacte. La décision concernant le lieu où ils vont passer ce long weekend est prise en tapant « falls » (cascade) sur un moteur de recherche et en sélectionnant le troisième résultat,.

### Dimanche 5 août 2007
Le dimanche 5 août 2007 vers midi, Christina et le reste du groupe arrivent au parc après avoir conduit entre 14 et 15 heures depuis Toronto dans une Honda CR-V verte appartenant à la mère de Christina. Le groupe a quitté Toronto la veille vers 10 heures du matin, en s'arrêtant à Sault-Sainte-Marie, Neys Provincial Park, et Shreiber en chemin. Ils sont également retardé par une panne d'essence en dehors de Wawa. Bien qu'ils aient réservé l'emplacement 72 du camping, ils sont finalement installés sur l'emplacement 88, situé le long du lac dans une zone un peu plus privative que le 72, qui lui, donne sur le chemin principal. Le parc est très fréquenté, avec environ trois quarts des 97 emplacements occupés, la plupart par des locaux venant de communautés voisines.
Christina et ses amis passent le reste de l'après-midi à s'installer et se relaxer au camping avant de faire une sieste d'une demi-heure vers 18 h 30. L'alarme supposée les réveiller ne sonne pas et ils continuent de dormir jusque 22 h 30. À leur réveil, ils allument leur feu de camp et passent plusieurs heures à faire des grillades. Ils consomment presque toutes leurs réserves de nourriture et boivent quelques boissons alcoolisées, bien que selon Migue, aucun d'eux n'a bu assez pour être en état d'ébriété. La dernière photo connue de Christina est prise juste après minuit, à 00 h 08 le lundi 6 août 2007. Prise par Castulo, on y voit Christina, Migue et Benedict en train de s'occuper d'une poêle à frire sur le feu. Le groupe éteint finalement le feu vers 3 h 30 et va se coucher vers 4 h, Christina plaisantant sur le fait que le groupe devrait aller nager avant de noter qu'il fait trop sombre pour ça.

### Lundi 6 août 2007
Vers 6 h 30 du matin, 8 minutes avant l'aube, Christina demande à Migue de l'accompagner au poste de confort. Selon Migue, ils décident d'aller faire un jogging sur le chemin du retour au camping. Les témoignages divergent quant au fait qu'ils aient décidé tout de suite de prendre des chemins différents ou s'ils ont essayé de courir ensemble jusqu'à ce que Christina, incapable de suivre Migue, décide d'emprunter un autre itinéraire,. Le duo se sépare à une intersection près de l'entrée du parc, au sud du poste de confort, Migue suivant le chemin en direction de la Route 17, et Christina optant pour un autre chemin menant aux Rainbow Falls, les cascades donnant leur nom au parc,. C'est la dernière fois que Christina est vue vivante.
Lorsqu'elle est vue pour la dernière fois par Migue, Christina porte un tee-shirt rayé marron et violet, un sweat à capuche bleu, un pantalon noir taille 36 et des chaussures de course blanches,,,. Des photos prises plus tôt de Christina indique qu'elle a également apporté un tee-shirt « Lucky in Love », un sweat à capuche gris et des lunettes de soleil. Migue raconte plus tard que l'humeur de Calayca à ce moment-là semblait optimiste, ce qui est considéré comme normal pour elle.
Paul Gauthier, un habitant de Schreiber, indique à la police qu'il avait peut-être vu Christina le matin de sa disparition. Selon lui, il campait dans la section Rossport du camping, à environ 3 km de l'emplacement de Christina et ses amis. Gauthier est en train de boire un café, à l'extérieur de son camping-car vers 9 heures du matin, lorsqu'il aperçoit une femme asiatique non-identifiée qui quitte la route en courant et traverse le terrain de camping. La police l'interroge de nombreuses fois à ce sujet, mais ne peut pas confirmer qu'il s'agissait bien de Christina.

## L'enquête policière

### Premières recherches, du 6 au 10 août 2007
Après s'être séparé de Christina, Migue suit la route en direction de la Route 17 avec l'intention d'atteindre le terrain de camping de Rossport. Il n'est finalement allé que jusqu'à une aire de pique-nique en bordure de route, où il grave sur une pierre « FCJE », les initiales des quatre membres du groupe, avant de rebrousser chemin,. Environ une heure après que Christina et lui soient partis courir, Migue retourne au camping et se met à chercher une hache pour abattre des troncs d'arbres trop gros sans succès. Joe Benedict and Faith Castulo se réveillent vers 9 h 30. Tout d'abord, le groupe ne s'inquiète pas de l'absence de Christina, et Castulo suggère que sa cousine est probablement en train de marcher dans la forêt pour s'aérer l'esprit. Alors qu'ils l'attendent, Benedict part se doucher au poste de confort et s'arrête sur l'une des plages du parc à la recherche de Christina, pendant que Castulo et Migue préparent le petit-déjeuner.
À 11 h, Christina n'étant toujours pas revenue, ses amis commencent à la chercher. Benedict et Migue conduisent sur le long de la route vers les cascades et cherchent sur les sentiers du Lake Superior et du Rainbow Falls, deux sentiers qu'elle aurait pu emprunter pendant son jogging. Bien qu'un certain nombre de personnes soient présentes sur ces sentiers, Benedict et Migue ne leur demandent pas  d'aide. Vers 13 h 45, le groupe laisse une note au camping pour Christina, au cas où elle reviendrait pendant leurs recherches, et ont l'intention de se rendre à Rossport, où se termine l'un des sentiers de randonnée. Alors qu'ils se renseignent sur les cartes des sentiers au poste d'accueil du parc, ils informent le personnel que leur amie a disparu. Après avoir conseillé au groupe de signaler la disparition à la police provinciale de l'Ontario (OPP), le personnel du parc se met à passer des appels et à rechercher Christina sur les sentiers et les plages. Ses amis signalent officiellement sa disparition vers 14 h, 7 h 30 après qu'elle a été vue pour la dernière fois. Sa mère est informée de la situation vers 16 h.
Sous le commandement du sergent Eric Luoto de l'OPP, l'équipe d'intervention d'urgence de la région nord-ouest prend la responsabilité des premières recherches, établissant un poste de commandement dans le parc près du lac Whitesand. La recherche dure 17 jours, l'une des plus longues recherches de l'histoire de la région, avec le déploiement d'une centaine de policiers, pompiers, plongeurs, et spécialistes non affiliés à la police. Les chercheurs utilisent des GPS, des radars sous-marins à balayage latéral, des caméras infrarouges et quatre unités canines, ainsi que deux avions, un hydravion, trois hélicoptères et des véhicules marins. Des pilotes de la Civil Air Search and Rescue Association (l'association civile de recherche et de sauvetage aérien) participent également aux recherches les deux premières semaines, envoyant au moins un avion chaque jour à la recherche de Christina. Pendant toute la durée des recherches, la plupart des déclarations aux médias sont données par le sergent Deb Tully, porte-parole régional de l'OPP.
Le 6 août, les conditions météorologiques à Rainbow Falls sont plutôt favorables, oscillant entre 15 °C et 23 °C, et le brouillard qui recouvre habituellement le Lake Superior s'est dissipé. Les conditions s'aggrave brièvement le mardi 7 août, lorsqu'une forte tempête de pluie s'abat sur la région, mais les températures se réchauffent à nouveau et la région connait quelques semaines anormalement chaudes pour la saison pendant la durée des recherches. La pluie a un effet durable sur la recherche, causant la chute de nombreuses feuilles de la canopée et recouvrant le sol. Le terrain escarpé est un véritable défi pour les chercheurs, faisant trois blessés : un maître-chien qui se foule la cheville, un autre maître-chien qui se tord le genou, et un secouriste qui subit des lacérations au visage en tentant de descendre en rappel le long d'une falaise. Un chien de recherche se perd également dans la forêt. Pour des raisons de sécurité, les recherches n'ont pas lieu la nuit.
Les unités cynophiles sont déployés au début des recherches, mais le temps qu'ils arrivent sur les lieux, presque un jour entier s'est écoulé depuis que Christina a été vue pour la dernière fois et ils ne peuvent pas détecter son odeur. L'OPP envoie des enquêteurs sur les sentiers de Rainbow Falls et de Casque Isles, les divisant en équipe de trois pour fouiller le sentier principal de chaque sentier ainsi que la zone située juste à côté du sentier, de part et d'autre. Partant du principe que Calayca est vivante mais perdue, ils parcourent l'intégralité des 53 kilomètres du Casque Isles Trail pendant plusieurs jours, en appelant fréquemment son nom.
L'OPP déploie également des « Hasty Team » (couvrant de plus grandes distances grâce à leur vitesse et à la légèreté de leur équipement en cherchant tout en courant) pour fouiller la zone autour de l'endroit où Calayca a été repérée pour la dernière fois, en concentrant leurs efforts le long des corridors naturels et anthropogéniques hors du sentier, tels que les rivières ou les lignes électriques, qu'une personne peut suivre lorsqu'elle est perdue. Les enquêteurs déterminent leur zone de recherche sur la base d'un profil comportemental standard de randonneur perdu, en utilisant une méthode statistique pour déterminer qu'elle serait probablement retrouvée dans un rayon de 8 kilomètres autour de l'endroit où elle a été vue pour la dernière fois, comme c'est le cas dans environ 90 % des situations de personnes portées disparues dans les bois. Cette tactique est mise à mal par la difficulté du terrain dans la région, la possibilité qu'elle ait été vue à Rossport et une mauvaise compréhension du profil comportemental de Christina.
Bien que certains objets intéressants soient retrouvés lors des recherches, aucun n'est officiellement relié à Christina. Une équipe qui cherche autour des Rainbow Falls retrouve une paire de chaussettes dans une mare profonde de la rivière Hewitson (parfois appelé Rivière Whitesand) au pied des chutes, ainsi qu'une empreinte de pas dans une zone moussue à proximité. Selon les enquêteurs, les chaussettes sont trop grandes pour appartenir à Christina et les tentatives d'analyses ADN ne donnent rien. Bien que l'empreinte de pas corresponde à la pointure de Christina, il est impossible de déterminer si elle a été laissée par l'une de ses chaussures de course sans avoir l'une des semelles pour comparer. Néanmoins, un agent d'identification de Thunder Bay est associé à l'enquête afin d'en créer un moulage en plâtre en vue d'une étude médico-légale plus poussée. Une autre unité de recherche localise une zone où une branche cassée et un emballage de bonbon suggèrent qu'une personne s'y est reposée. L'ADN retrouvé sur l'emballage est testé au Molecular World Laboratory de Thunder Bay, mais ne correspond pas au profil génétique de Christina.
Les unités aériennes commence à une utiliser l'imagerie thermique le quatrième jour des recherches, tandis que les avions sans équipement infrarouge effectuent des vols d'une heure en dehors de la zone recherchée par les Hasty Team au sol. Depuis les airs, les chercheurs observent des zones où l'activité des oiseaux charognards, notamment des vautours et des corneilles, est plus intense, ainsi qu'un site où se trouve un appentis. Les recherches au sol sur ces sites ne révèle aucune trace de Christina.
Certaines ressources policières impliquées dans les recherches sont détournés après la découverte du corps d'un homme à Sault-Sainte-Marie dans une tente au sud de Wawa, le vendredi 10 août. Mais le 12 août, le nombre de policiers impliqués dans les recherches passe à 70,. Le mercredi 15 août, les policiers sont à nouveau déroutés pour une autre enquête de disparition près de Nipigon, mais il s'avère rapidement qu'il s'agit d'une fausse alerte.
Des affiches de personne disparue à l'effigie de Christina sont distribuées dans les communautés voisines, notamment à Schreiber, au cours des premiers jours des recherches.

### Recherche bénévole et recherche marine du 11 au 23 août 2007
Bien qu'on lui demande de ne pas participer aux recherches, la famille de Christina campe dans les environs de Thunder Bay pendant toute la durée des efforts de recherche, Elizabeth Rutledge arrivant le jour suivant la disparition de sa fille,. L'agent de l'OPP Keith Jones rencontre la famille lors de leur arrivée dans la région et les présentent à Raul Escarpe, un prêtre catholique, philippino-canadien lui aussi, qui célèbre des messes spéciales pour la famille à plusieurs reprises durant les recherches. Avec l'intérêt grandissant des médias pour l'affaire, les porte-paroles de l'OPP nient que l'attention du public ait joué un rôle quelconque dans le maintien des recherches.
Mile King, le maire de Terrace Bay, et Pat Halonen, conseillère municipale de Schreiber, mettent en place une équipe de recherche bénévole qui parcourt la région le weekend après la disparition de Christina. De 100 à 200 habitants des communautés locales, dont l'ancien maire de Schreiber, Don McArthur, participent aux recherches organisées par Tracy Anderson, chef des pompiers de Terrace Bay. Selon Halonen, l'équipe de bénévoles comprend également un « bon mélange » de chercheurs expérimentés. La première recherche du samedi 11 août dure 8 heures et couvre la zone entre la plage à l'est du parc et la Route 17, en commençant par la rivière Hewitson et en se dirigeant vers l'est en direction de Schreiber. Un second jour de recherche suit, le dimanche 12 août, impliquant cette fois-ci 50 à 80 bénévoles, la famille de Christina, qui a auparavant été empêchée de participer aux recherches, et les amis de Christina, Joe Benedict et Edward Migue. Les bénévoles retournent au parc le lundi suivant pour continuer les recherches, mais en nombre réduit, beaucoup ayant du retourner au travail.
L'unité de recherche sous-marine de l'OPP utilise un sonar pour enquêter sur les plans d'eau locaux, y compris un bassin d'eau profond au pied des Rainbow Falls, où des preuves sont découvertes qui n'ont jamais été liées de manière concluante à Christina,,. Dans le cadre de leurs recherches, les chercheurs maritimes procèdent à une opération de traîneau, au cours de laquelle deux plongeurs dans une embarcation ressemblant à un traîneau sont tirés sur l'eau par un bateau de l'OPP, leur permettant ainsi d'observer directement les sections dégagées du lac Whitesand.
Frustré par le manque de résultats, le père de Christina, Mario Calayca, s'adresse d'abord aux médias le 13 août, annonçant qu'il amènerait sept autres membres de la famille pour soutenir l'enquête,, bien que lui et quatre membres de sa famille quittent les lieux et retournent à Toronto après avoir surveillé la zone depuis un hélicoptère de la police le 16 août. La famille de Christina devient de moins en moins confiante sur le fait qu'on la retrouve, même si le 17 août, onze jours après le début des recherches, le commandant régional de l'OPP, Mike Armstrong, essaye de rassurer tout le monde, indiquant que ses chances de survies sont élevées compte tenu des conditions météorologiques favorables sur le parc, qui rendent la déshydratation ou l'hypothermie peu probable. Le mercredi 22 août, l'oncle de Christina, Ken West, dit aux journalistes : « Ils ont utilisés des unités K-9 (chien policier). Ils ont utilisés des avions. Ils ont utilisés des sous-marins. Ils ont éclusé toutes les différentes façons de retrouver Christina. Et rien, absolument rien ne fonctionne. Il n'y a aucun indice. ».
La police lance un dernier quadrillage de la zone de recherche le mardi 21 août, indiquant désormais aux médias qu'ils pensent que Christina est une « non-responsive person » (personne ne réagissant pas lorsqu'on lui parle, qu'on la secoue, etc. car inconsciente, mourante, ou décédée) et ne sera pas capable de répondre si elle entend des chercheurs crier son nom. À ce stade, la plupart des ressources policières, dont les avions et les unités cynophiles, ont été retirées des recherches, ramenant à entre 20 et 25 le nombre d'agents participant plus les plongeurs sondant les eaux de la région. Sur les conseils du sergent de l'OPP Don Webster, coordinateur provincial de la recherche et du sauvetage, la recherche est suspendue le jeudi 23 août,. Le lendemain, Rutledge dit aux journalistes qu'elle continuera de chercher sa fille elle-même. À l'époque, la famille de Christina pensait qu'elle a été enlevée et n'est plus au Rainbow Falls Provincial Park.
Après l'annulation des premières recherches de police, l'enquête sur la disparition de Christina Calayca est au point mort. Les tentatives ultérieures des enquêteurs pour quadriller la zone ne permettent pas de trouver d'éléments susceptibles d'expliquer sa disparition. Ils interrogent Joe Benedict, Faith Castulo et Edward Migue trois fois après la première recherche, mais ces interrogatoires ne mènent à aucune nouvelle information. Aucun des amis de Christina qui l'a accompagné au parc n'a jamais été considéré comme suspect. Dans les mois suivants sa disparition, la police dit à la famille de Christina qu'ils suivent actuellement 60 pistes, dont des interrogatoires d'autres campeurs qui ont quitté le parc le weekend de la disparition.

### Réactions
Le 15 août 2007, la famille de Christina organise une veillée à laquelle plus de 600 personnes participent, dans l'église catholique Prince of Peace, à Scarborough,, et une autre aux Rainbow Falls le 8 septembre,. Son employeur, St Bernadette Day Care, accueille également une veillée en son honneur le 15 août. Une messe est donnée également à l'école catholique Darcy McGee, pour commémorer le premier anniversaire de sa disparition, le 6 août 2008.
En janvier 2008, Elizabeth Rutledge lance un site internet et un groupe Facebook tenu par la tante de Christina, Karen Caguicla,, afin de sensibiliser les gens à l'affaire. La famille participe également à un certain nombre de recherches non-officielles, la première ayant lieu le 7 septembre 2007.
En mars 2009, l'album A Day Goes By: A Tribute to Christina sort, en collaboration avec des artistes musicaux de la communauté philippine de Toronto. Les recettes de l'album sont affectées au financement d'une nouvelle recherche à Rainbow Falls.

### Recherches privées
Elizabeth Rutledge finance de nombreuses recherches privées dans la zone autour du Rainbow Falls Provincial Park grâce à des levées de fonds par l'intermédiaire du groupe Find Christina Calayca, et en retirant de l'argent du trust fund de sa fille,. La première collecte de fonds organisée par la famille a lieu le 10 décembre 2007 et sollicite les donations par l'achat de CD appelés Missing You. Le 28 mai 2008, alors qu'une nouvelle recherche est prévue pour le mois suivant, la famille organise une vente aux enchères silencieuse pour collecter des fonds supplémentaires. Une autre collecte de fonds a lieu le 10 août 2008.
La première recherche financée par des fonds privés, un effort collaboratif avec l'OPP, coûte à Rutledge $44,000 sur les $48,000 déjà collectés par la famille, et implique 22 bénévoles sur 5 jours,. Le sergent de l'OPP Eric Luoto engage de nouveau la police dans les efforts de recherches, espérant prendre l'avantage sur des zones trop couvertes de végétation pour être correctement fouillées à l'été 2007, mais qui se sont éclaircies avec l'hiver. Une équipe de 5 secouristes formés à la descente en rappel est aussi déployée pour rechercher des indices autour des falaises. Initialement, ils devaient fouiller la zone le 19 novembre 2007 mais ne peuvent pas à cause de mauvaises conditions météorologiques,. Une fois que la police a terminé ses recherches, la famille et les bénévolessont autorisées a conduire leurs propres recherches, sous la direction de Doug Teeft, maître-chien basé à Halifax, qui met à disposition ses chiens de sauvetage. Le groupe canin d'Ottawa, l'Ottawa Valley Search and Rescue Dog Association (OVSARDA), et huit équipes de chiens de recherche basées aux États-Unis participent également aux recherches. Cette phase de recherche est organisée avec l'aide de la fondation John Francis, basée dans le Minnesota, et débute le 13 juin 2008. Les bénévoles appellent la police pour signaler un comportement étrange de la part des chiens de recherche dans une zone en particulier. Bien que ce comportement ne signifie pas que des restes humains aient été trouvés, il n'est observé qu'à proximité d'un grand trou. Les techniciens en médecine légale de l'OPP l'examine et toute la zone autour le mercredi 18 juin 2008, mais aucune preuve n'est trouvée pouvant expliquer le comportement des chiens ou pouvant relier l'endroit à Christina.
Le 30 octobre 2008, le gala de collecte de fonds Bring Christina Home est organisé à Richmond Hill pour sensibiliser le public à l'affaire Calayca. L'évènement est animé par le présentateur Francis D'Souza et présente le boxeur professionnel George Chuvalo et le défenseur des personnes disparues David Francis comme conférenciers. La chanteuse Stephanie Martin et le candidat de Canadian Idol Andrew Austin y participent également en tant qu'artistes musicaux. Pour promouvoir l'événement, le groupe Find Christina Calayca est interviewé par le journaliste Charles « Spider » Jones dans son émission de radio CFRB 1010 le 5 octobre.
Une deuxième recherche financée par des fonds privés a lieu en novembre 2008 et implique une équipe de six chiens de sauvetage pour examiner la zone où Christina a été vue pour la dernière fois. Selon le chef des recherches Jeff Hasse, les six chiens détectent l'odeur de restes humains au fond de la rivière Hewitson, mais le courant et la profondeur de la rivière rendent difficile toute enquête approfondie de la zone.
En mars 2009, le soutien de la famille et de la communauté aux efforts de recherche de Rutledge s'estompe. Les ventes du CD A Day Goes By: A Tribute to Christina ne rapporte que 610 dollars sur les 20 000 dollars que doit coûter une troisième expédition. Lors d'une interview accordée en mars 2009 à des journalistes du Toronto Star, Rutledge admets qu'elle est prête à abandonner les recherches après vingt mois sans résultat, en partie à cause d'un incident survenu en novembre 2008, au cours duquel elle et plusieurs membres de sa famille ont failli entrer en collision avec un élan sur la Route 17 alors qu'ils étaient à la recherche de sa fille.
Une troisième et dernière recherche financée par la famille commence le 19 septembre 2009 dans des conditions que les chercheurs qualifient de « parfaites »,. Cette recherche est à nouveau menée par Jeff Hasse et a pour objectif de se concentrer sur la zone le long de la rivière Hewitson, là où les chiens de sauvetage ont détecté la présence potentielles de restes humains en novembre 2008. En plus des membres de la famille, 21 bénévoles de l'organisation Search, Rescue, and Recovery Resources of Minnesota (SRRRMN) participent aux recherches. Ils sont divisés en huit unités et doivent fouiller des zones d'intérêt, y compris des zones étudiées la veille du début des recherches principales. Bien que les chercheurs indiquent avoir trouvé de nouvelles preuves potentielles, une recherche menée par l'OPP le 14 octobre 2009 ne trouve aucune nouvelle piste. À ce moment-là, Rutledge a vendu sa maison et s'est installé dans un appartement de deux chambres avec son fils pour financer l'enquête,,, mais lorsque la troisième recherche financée par des fonds privés n'aboutit à rien, elle dit aux journalistes être confrontée au choix d'utiliser l'argent qui lui reste pour continuer les recherches ou bien pour financer les études de son fils. Aucune autres recherches de ce type n'a eu lieu depuis 2009.

### Des années plus tard
Des restes humains découverts dans la région de Thunder Bay en octobre 2010 sont considérés comme pouvant appartenir à Christina, mais il s'avère par la suite qu'ils n'ont aucun lien avec elle.
Dans une interview de 2021, l'ancien sergent de l'OPP à la retraite Don Webster, indique à l'Elliot Lake Today que lors de l'enquête, il a rassemblé toutes les informations sur l'affaire Calayca dans un grand classeur, et qu'il a rencontré la famille pour parler de l'enquête. Webster révèle que certaines informations n'ont jamais été rendues publiques car il s'agit d'une enquête en cours.

### Statut actuel
La disparition de Christina Calayca fait toujours l'objet d'une enquête par la division de l'OPP de Nipigon et, en date de 2022, est toujours traitée comme un cas de personne disparue. Le gouvernement de l'Ontario offre une récompense de 50 000 dollars pour toute information permettant de retrouver sa trace,,.

## Les théories
On ignore où se trouve actuellement Christina Calayca, tout comme les circonstances de sa disparition le 6 août 2007.
Au moment où Christina est portée disparue, la position officielle de l'OPP est qu'elle a potentiellement été attaquée par un ours,. Un consultant du ministère du développement du Nord, des mines, des ressources naturelles et des forêts, est chargé d'enquêter sur cette théorie, mais Stephen Herrero, de l'université de Calgary, la remets en question par la suite. Herrero, auteur d'un livre reconnu sur les attaques d'ours, suggère « qu'il n'est pas impossible, mais vraiment peu probable » qu'un ours ait attaqué Christina, puisqu'aucun vêtements déchirés, aucune trace de sang ou de traînée n'ont été retrouvés durant la recherche initiale. De plus, un ours n'aurait pas parcouru plus de 200 mètres avec une dépouille. Il n'est pas envisagé non plus que les loups sauvages de la région aient attaqué Christina, les attaques de loups étant extrêmement rares.
Une explication suggère que Christina aurait été victime d'une mésaventure. Les enquêteurs de l'OPP affirment que le manque d'expérience de Christina en randonnée dans la nature a pu faire qu'elle se soit perdue ou qu'elle ait été désorientée face à la densité de la forêt. Cependant, Rutledge questionne pourquoi sa fille serait sortie des sentiers battus étant donné son peu d'expérience, et comment elle aurait pu rester indétectable pendant les deux semaines durant lesquelles la zone a été fouillée par la police. Les enquêteurs déclarent également qu'ils n'ont trouvé aucun signe que l'on trouve habituellement lorsqu'une personne s'enfonce dans une végétation dense. Avant Christina, seule une personne a disparu pendant une randonnée sur les sentiers du parc et a été localisée en neuf heures. Pendant l'enquête sur la disparition de Christina, le sergent de l'OPP Eric Luoto déclare que les équipes de recherche et de sauvetage du nord ouest de l'Ontario sont appelés pour localiser entre 30 et 40 personnes perdues chaque année. Dans plus de 95% des cas, ils retrouvent la personne dans les 24 heures. Néanmoins, un certain nombre de cas particuliers ont été reportés ces dernières années. Le 16 mai 2006, un an avant la disparition de Christina, Aju Iroaga, un planteur d'arbre d'Hamilton, disparait dans une zone située à environ 70 km au nord de la White River, dans l'Ontario. Sa disparition n'a jamais été expliquée, mais comme pour Christina, il est suggéré qu'il a pu être attaqué par un animal. Le 4 juin 2005, Jeffrey Turtle disparait de la réserve de la Première Nation de Pikangikum, ce qui engendre une recherche de 17 jours par l'OPP, qui n'aboutit malheureusement à rien.
La famille de Christina suggère qu'il est peu probable qu'elle ait disparu de son plein gré dans le but de couper les ponts avec sa communauté et sa famille. Elle est décrite comme ayant une relation forte avec sa famille, et elle a organisé une fête pour les 50 ans de sa mère le 28 juillet 2007, neuf jours seulement avant sa disparition. Le podcast The True Crime Files suggère qu'un tel complot aurait nécessité l'implication d'au moins une autre personne qui aurait dû ne rien dire pendant toutes ces années, afin de maintenir l'enquête ouverte et non-résolue. Des rumeurs indiquant que Christina était censée se marier lors d'un mariage arrangé qui ne lui convenait pas, ainsi que le peu d'évolution professionnelle qu'elle pouvait espérer n'ont été corroborées par aucun des témoignages obtenus par les enquêteurs, la famille ou d'autres personnes proches d'elle.

### La piste criminelle
La piste criminelle est envisagée comme une cause possible de la disparition,. En 2018, Rutledge et d'autres membres de la famille déclarent qu'ils pensent que Christina a été enlevée ou assassinée,,, notant que la route transcanadienne permet un accès facile à cette zone et que sa tendance à faire confiance a pu la rendre vulnérable aux yeux d'un tueur. Karen Caguicla, la tante de Christina, défend la thèse de la famille en déclarant aux journalistes que « Christina est trop intelligente pour s'être perdue ». Le trafic routier sur cette zone est plus important que d'habitude, mais normal pour un long weekend, du au fait que les campeurs fêtent le Civic Holiday et voyagent pour se rendre à différents évènements locaux, notamment l'annuel Dragfest qui attire généralement une foule de 10 000 personnes.
Malgré les suggestions selon lesquelles ils auraient quelque chose à voir avec sa disparition, les trois amis qui ont accompagné Christina à Rainbow Falls ne sont pas considérés comme des suspects selon les enquêteurs ou la famille. Edward Migue, la dernière personne connue à avoir vu Christina, a depuis exprimé ses regrets de lui avoir permis d'aller courir seule le matin de sa disparition.
La plupart des visiteurs du Rainbow Falls Provincial Park viennent de communautés proches du parc, et les voyageurs venant d'aussi loin que Toronto sont rares. Don McArthur, ancien maire de Schreiber, déclare qu'il ne pense pas qu'un résident des communautés locales ait agressé Christina. Selon lui, le seul meurtre qui s'est produit à Schreiber avait eu lieu en 2005 et était probablement lié au trafic de drogue.
Dans le podcast sur les crimes réels de la CBC, The Next Call, l'animateur David Ridgen émet l'hypothèse que Denis Léveillé, un suspect dans la disparition non résolue de Mélanie Ethier en 1996 et ayant des antécédents d'abus sexuels sur des adolescentes, pourrait avoir été responsable d'autres cas de personnes disparues en Ontario. Ridgen inclus Christina dans une liste de filles et de jeunes femmes disparues en Ontario à l'époque où Léveillé était actif.
Une théorie proposée par les animateurs du podcast Cold Case Detective suggère que Christina a pu se laver les pieds aux cascades et a été attaquée par un inconnu, déclarant que les chaussettes trouvées près de la rivière Hewitson semblent trop grandes parce qu'elles ont été saturée d'eau et que l'empreinte trouvée à proximité du site appartiendrait à son agresseur, même si aucun signe de lutte n'est trouvé sur les lieux. L'émission suggère également que Christina a été victime d'un crime opportuniste, car son appartenance ethnique a pu laisser croire à un étranger qu'elle est une autochtone, ce qui aurait amené un passant à la cibler, comme cela s'est produit le long de tronçons de route éloignés ailleurs au Canada, comme la Highway of Tears ; ou bien que la police l'a peut-être invité à monter dans un véhicule, puis l'a laissé dans un endroit éloigné, semblable au traitement subi par les peuples autochtones victimes des « starlight tours » à Saskatoon.
L'OPP ne soupçonne pas que Christina ait été victime d'un acte criminel.

### Zones de recherche incomplètes
Jeff Hasse, un bénévole de l'organisation à but non lucratif Search, Rescue, and Recovery Resources of Minnesota, a déclaré dans une interview en mars 2009 qu'il pensait que des bénévoles avaient localisé la dépouille de Christina lors d'une fouille en novembre 2008 dans le Rainbow Falls Provincial Park. Au cours de cette recherche financée par des fonds privés, six chiens de recherche ont indiqué la présence de restes humains à un endroit de la rivière Hewitson, mais une enquête plus approfondie a été rendue impossible en raison de la vitesse et de la profondeur de l'eau.
Pour justifier la participation de l'OPP à l'enquête menée en juin 2008 dans le Rainbow Falls Provincial Park, le sergent de l'OPP, Eric Luoto a déclaré que malgré la surveillance aérienne effectuée lors des recherches initiales, il y avait un certain nombre de grandes crevasses dans la zone qui ne pouvaient être étudiées qu'au sol et ne devaient être pénétrées que par des professionnels qualifiés,. Matt Borutski, pompier volontaire et membre de l'équipe de recherche, a défendu l'hypothèse de la mésaventure, notant que certaines sections de la forêt sont si denses que si une personne était immobilisée, la masse de végétation environnante suffirait à maintenir son corps droit, l'empêchant d'être vue. Cette idée a été renforcée par l'agent de l'OPP, Greg Beazley, qui a également participé aux recherches et qui a déclaré aux journalistes à l'époque que la végétation était « si épaisse que si vous trébuchez, vous ne tombez pas ». Borutski a également remis en question l'efficacité des avions dans les recherches, notant que parfois un hélicoptère de la police se trouvait directement au-dessus de lui mais que la couverture forestière empêchait l'hélicoptère de voir les chercheurs au sol et vice versa. Pat Halonen, qui avait aidé à organiser la première recherche bénévole de Christina, a déclaré plus tard aux journalistes que la quantité de feuilles dans la canopée avait bloqué la ligne de vue du sol des chercheurs aériens, et que la quantité importante de feuilles sur le sol forestier avait été un véritable défi pour les bénévoles fouillant la zone à pied.
Don Webster a déclaré lors d'une entrevue en 2021 que le manque de preuves révélé par la recherche initiale de Christina suggère qu'elle a peut-être défié les attentes et parcouru plus de terrain que ce les équipes de recherche pensaient, expliquant pourquoi leurs efforts de recherche n'ont pas permis de localiser sa dépouille. Il a également suggéré que l'absence d'indices pouvait indiquer qu'elle avait été enlevée, car cela ne produirait pas non plus le type de preuves généralement laissées par un randonneur égaré.